# MARRS
MARRS — британский музыкальный проект, образованный группами A.R. Kane и Colourbox в Лондоне в 1987 году. Название получил по первым буквам имён участников:
- Martyn Young (Мартин Янг)
- Alex Ayuli (Алекс Эюли)
- Rudy Tambala (Руди Тамбала)
- Russell Smith (Рассел Смит)
- Steve Young (Стив Янг).

Проект стал группой одного хита, выпустив в августе того же года на лейбле 4AD электронный сингл «Pump Up the Volume», который возглавил британский хит-парад и получил серебряный сертификат от Британской ассоциации производителей фонограмм. Песня заняла также вершину чартов Канады, Нидерландов и Новой Зеландии. Однако уже в сентябре проект прекратил существование. В 1989 году «Pump Up the Volume» была номинирована на «Грэмми» в категории «Лучшая инструментальная поп-композиция», но награда досталась «Close-Up» Дэвида Сэнборна.